# 붓다 (만화)
붓다(ブッダ)는 테즈카 오사무의 일본 만화이다.
불교의 교조 석가모니의 일대기를 다루고 있다. 1972년부터 1983년까지 연재되었다. 2004년 아이즈너 상을 수상하였다.
2010년 3부작 애니메이션으로 제작되어 1부는 2011년 5월 28일에, 2부는 2014년 2월 8일에 공개되었다.

## 줄거리

### 1부
지금부터 2500년전의 인도는 춘추 전국 시대. 그중 코살라 왕국과 인접한 샤카 왕국 국왕 슈도다나의 왕비 마야 부인이 왕자를 낳고 6일만에 산후열로 세상을 떠난다. 왕자의 이름은 싯다르타. 현자 아시타는 왕자가 세계의 왕이 될 것이라고 예언한다. 세월은 지나 코살라 왕국에서는 본래 노예 신분이었던 차프라가 일약 출세해 '군부의 샛별'로 떠오른다. 그 사이 샤카 왕국의 싯다르타는 무예를 익히면서도 자연을 사랑하는 왕자가 된다. 산적의 딸 미게이라가 싯다르타를 유혹하다 체포되어 투옥되었으며, 싯다르타가 야쇼다라 공주와 혼인하겠다는 서약을 한 직후 비로소 미게이라는 석방된다. 그 다음에는 코살라 왕국과 샤카 왕국 사이에 전쟁이 시작되었으며, 코살라군의 선봉장 차프라의 대공세가 시작된다.

### 2부
이번에는 코살라 왕국의 루리 왕자가 친정(親征)으로 침공, 2차전이 시작된다.

## 주요 등장 인물
- 슈도다나 왕

성우 - 박정욱
샤카족의 왕. 싯다르타의 부왕(父王).
- 싯다르타

성우 - 신송이
- 차프라

성우 - 박상우
싯다르타의 라이벌. 벼락출세한 군인.
- 부다이 장군
- 미게이라

산적의 딸.
- 나라닷타

성우 - 신정훈
- 조데카
- 마리카 공주

코살라 국 고관의 딸.
- 야쇼다라 공주
- 라훌라
- 루리 왕자

코살라 국의 왕자.

## 기타
- 1부 애니메이션 주제가 - Scarlet Love Song.
- 2부 애니메이션 주제가 - Pray.